# Mulhacén
De Mulhacén is de hoogste bergtop van het Iberisch Schiereiland en de op een na hoogste op Spaans grondgebied, na El Teide op het Canarische eiland Tenerife. De Mulhacén maakt deel uit van de Sierra Nevada, gelegen in de provincie Granada.
De berg is 3482 meter hoog en zo de hoogste berg in West-Europa buiten de Alpen. De geografische coördinaten zijn 37° 04′ noorderbreedte en 3° 19′ westerlengte.
De Mulhacén is zonder hulpmiddelen te beklimmen.
Mulhacén komt van Muley Hacén of Muey Abul Hassan, de voorlaatste koning van Granada in de 15e eeuw, waarvan wordt gezegd dat hij op de berg is begraven.